# Пожиточна
Пожиточна — річка в Україні, у Лисянському районі Черкаської області. Ліва притока Срібної (басейн Південного Бугу).

## Опис
Довжина річки 12 км, похил річки — 2,3 м/км. Формується з 1 безіменного струмка та декілька водойм. Площа басейну 40,5 км².

## Розташування
Пожиточна бере початок на північному заході від села Виноград. Спочатку тече на південний схід, а потім на північний захід у межах селища Мар'янівки. У селі Розкошівка впадає у річку Срібну, ліву притоку Гірського Тікичу.